# Platypus (Münze)
| Platypus     | Platypus                       |
| ------------ | ------------------------------ |
| Nennwert:    | 100 Australische Dollar        |
| Metall:      | 99,95 % Pt                     |
| Feingewicht: | 31,1035 g                      |
| Durchmesser: | 32,2 mm                        |
| Dicke:       | 2,70 mm                        |
| Rand:        | geriffelt                      |
| Prägejahre:  | 2011-heute                     |
| Vorderseite  |                                |
| Motiv:       | Regierender britischer Monarch |
| Rückseite    |                                |
| Motiv:       | Schnabeltier                   |

Der Australian Platypus ist eine von der Perth Mint herausgegebene Anlagemünze aus 99,95 % Platin. Auf der Bildseite ist das namensgebende Schnabeltier (engl.: Platypus) abgebildet, die Wertseite zeigt Elisabeth II. und die Wertangabe "100 Dollar". Die Münze ist in Australien gesetzliches Zahlungsmittel.
Seit 2011 werden jährlich maximal 30.000 Münzen zu je 1 Unze geprägt.